# Driver Friendly
Driver Friendly — американський рок-гурт, заснований у 2002 році, який виконує пісні у стилях поп-панк та ска-панк. Гурт випустив 2 альбоми, 2 сингли та зняв 5 відеокліпів. Основним лейблом став Hopeless Records, який також співпрацював з такими гуртами, як Alive Tonight, We Are The In Crowd, Silverstein, All Time Low.

## Дискографія
- 2008 — «Chase the White Whale»
- 2012 — «Bury A Dream»

## Сингли
- 2012 — «Ghosts»
- 2013 — «Shark Cave»

## Відеокліпи
- 2008 — «Two Words, Mr. President: Plausible Deniability»
- 2008 — «Temple of Doom»
- 2012 — «Messidona»
- 2012 — «Ghosts»
- 2013 — «Shark Cave»